# Dystrykt Kintampo North
Dystrykt Kintampo North jest dystryktem w regionie Brong Ahafo w Ghanie. Powstał w wyniku podziału byłego dystryktu Kintampo, na mocy dekretu prezydenta Johna Kufuora z dnia 12 listopada 2003